# Irena Kwiatkowska
Irena Kwiatkowska (Varsóvia, 17 de setembro de 1912 – Konstancin-Jeziorna, 3 de março de 2011) foi uma popular atriz polonesa, conhecida em seu país por papéis em monólogos, além de aparições em filmes e programas de televisão, na maior parte das vezes de comédia.

## Filmografia
| Ano  | Título                                         | Papel                                | Observações   |
| ---- | ---------------------------------------------- | ------------------------------------ | ------------- |
| 1953 | Sprawa do zalatwienia                          | Passageira de trem                   |               |
| 1958 | Zolnierz królowej Madagaskaru                  | Aniela Lemiecka                      |               |
| 1960 | Tysiac talarów                                 | Eulalia Wydech                       |               |
| 1961 | Drugi czlowiek                                 | Gorzycka                             |               |
| 1962 | I ty zostaniesz Indianinem                     | Redatora de 'Kobieta aniol'          |               |
| 1962 | Klub kawalerów                                 | Casamenteira Pelagia Dziurdziulinska |               |
| 1963 | Zacne grzechy                                  | Firlejowa                            |               |
| 1971 | Dzieciol                                       | Enfermeira                           |               |
| 1976 | Motylem jestem, czyli romans czterdziestolatka | Mulher trabalhadora                  |               |
| 1978 | Hello, Fred the Beard                          | Atendente de Buffet Makowska         |               |
| 1979 | Prosze slonia                                  | Mama (voz)                           |               |
| 1984 | Lata dwudzieste, lata trzydzieste              | Aniela                               |               |
| 1988 | Mr. Blob in the Universe                       | Bola de cristal 'Kula informacyjna'  | Não creditada |
| 1991 | Calls Controlled                               | Tia Lusia                            |               |
| 2000 | Cabin Fever                                    |                                      | Não creditada |
| 2008 | Before Twilight                                | Irena Kwiatkowska                    |               |
| 2020 | Kill It and Leave This Town                    | Mulher velha no trem (voz)           |               |